# لیشووکا

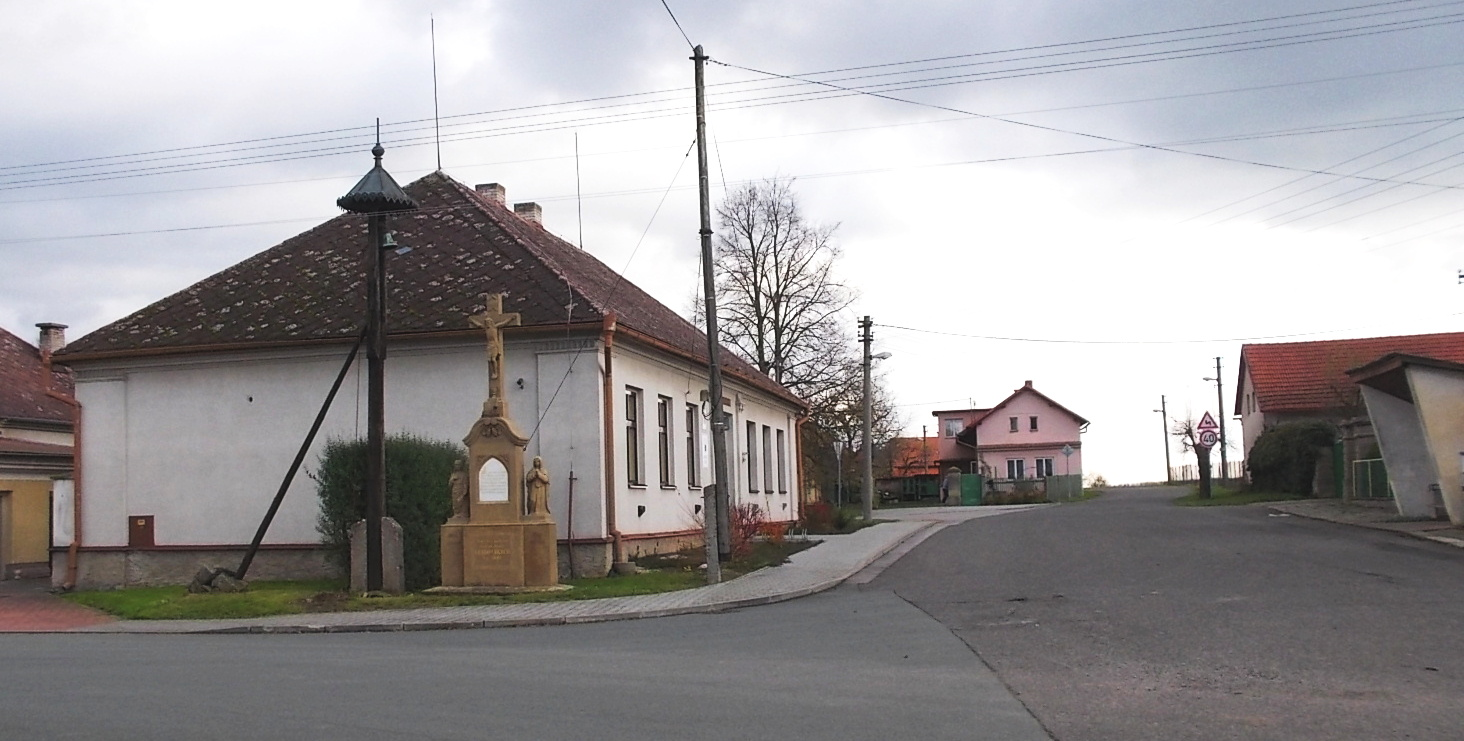

لیشووکا (به چکی: Lejšovka) یک منطقهٔ مسکونی در جمهوری چک است که در ناحیه هرادتس کرالووه واقع شده‌است. لیشووکا ۱۷۹ نفر جمعیت دارد.